# Valoreille
Valoreille – miejscowość i gmina we Francji, w regionie Burgundia-Franche-Comté, w departamencie Doubs.
Według danych na rok 1990 gminę zamieszkiwały 104 osoby, a gęstość zaludnienia wynosiła 14 osób/km² (wśród 1786 gmin Franche-Comté Valoreille plasuje się na 639. miejscu pod względem liczby ludności, natomiast pod względem powierzchni na miejscu 610.).